# Leimgruber-Batcho-indoolsynthese
De Leimgruber-Batcho-indoolsynthese is een methode om indolen te vervaardigen, uitgaande van ortho-nitrotoluenen.
Deze synthese werd beschreven in een octrooiaanvraag uit 1970 van Andrew David Batcho en Willy Leimgruber voor Hoffman-La Roche Inc.
Het is een tweestapsproces: eerst wordt het ortho-nitrotolueen 1 met een formamide-acetaal gecondenseerd tot een tussenproduct 2 met een enaminestructuur. Dit wordt dan gereduceerd, waarbij er ringvorming tot het corresponderende indool 3 gebeurt.
In bovenstaand voorbeeld gebeurt de eerste reactie met N,N-dimethylformamide-dimethylacetaal en pyrrolidine. Deze reageren eerst met elkaar tot een meer reactief acetaal, waarbij het gas dimethylamine wordt afgescheiden. De condensatiereactie van 1 naar 2 gebeurt tussen de methylgroep van het ortho-nitrotolueen en de formylgroep van de formamide-acetaal, waarbij methanol wordt gecondenseerd. De enamine 2 heeft een N,N-digesubstitueerde aminogroep; in het voorbeeld is dat een pyrrolidinering (de reactie kan ook zonder pyrrolidine doorgevoerd worden; de enamine heeft dan een dimethylaminogroep in plaats van een pyrollidinering. De reactie zal dan wel trager verlopen).
In de tweede reactiestap wordt de nitrogroep van 2 gereduceerd tot een aminogroep die de N,N-digesubstitueerde aminogroep elimineert (dit is hier de pyrrolidine), waardoor er ringvorming optreedt tot een indoolstructuur. De reductie gebeurt in dit voorbeeld met hydrazine en raneynikkel als katalysator, maar kan ook gebeuren met waterstofgas en andere hydrogeneringskatalysatoren, zoals palladium op een vaste drager van fijn verdeeld koolstof (zogenaamd palladium op koolstof).
Deze synthese kan uitgevoerd worden met ortho-nitrotoluenen die allerhande functionele groepen dragen. Ze is vooral van belang voor de farmaceutische nijverheid, omdat vele gesubstitueerde indolen farmaceutisch actieve stoffen zijn. Ze heeft als voordelen dat verscheidene ortho-nitrotoluenen commercieel verkrijgbaar zijn of eenvoudig te bereiden zijn, en dat de reactieomstandigheden mild zijn.